# Piotr Krukowiecki
Piotr Paweł Krukowiecki z Ziemblic herbu Pomian (ur. 1722, zm. 3 grudnia 1792 we Lwowie) – właściciel ziemski, hrabia.

## Życiorys
Piotr Paweł Krukowiecki z Ziemblic urodził się w 1722. Wywodził się z kujawskiej rodziny Krukowieckich herbu Pomian, rodem z Ziemblic. Był wnukiem Franciszka (dziedzic Łopuszki i Zagórza, zm. 1689) oraz synem Wojciecha (cześnik bracławski, 1638-1724) i Teofili Bonin Słowianowskiej (córka rotmistrza Andrzeje Słowianowskiego, po raz drugi zamężna z cześnikiem żytomierskim Aleksandrem Dunin Wąsowiczem, dziedziczka Miłoszowic i części Kociubiniec). Miał brata Witalisa.
Był komornikiem granicznym krakowskim. Podpisał elekcję króla Stanisława Augusta Poniatowskiego w 1764. W 1767 regent ziemski chełmski, w 1768 tytułowany stolnikiem owruckim, w 1769/1770 pisarz lwowski grodzki. W 1779 radca trybunału lwowskiego i konsensu. 26 sierpnia 1782 rzeczywisty radca nadw. Najwyższego Sądu w Wiedniu. W 1786 został prezydentem sadów szlacheckich w Tarnowie. 9 lipca 1787 został tajnym radcą austriackim. Wiceprezes Trybunału Apelacyjnego we Lwowie, od 30 kwietnia 1790 prezes Trybunału Apelacyjnego we Lwowie.
Był członkiem Stanów Galicyjskich z grona magnatów. W 1782 został pierwszym komisarzem sejmu stanowego galicyjskiego. 
Był właścicielem majątku Nowosiółki w obwodzie przemyskim. Ponadto wraz z przyrodnimi braćmi Dunin Wąsowiczami władał majątkami Miłoszowice, Kociubińce, Krogulec, Żabińczyki w obwodzie zaleszczyckim. W 1770 otrzymał część Rokitna. 
25 marca 1780 otrzymał tytuł baronowski (przyznany przez cesarzową Marię Teresę), a 6 maja 1784 otrzymał dziedziczony tytuł hrabiego (nadany mu przez cesarza Józef II). W 1790 został kawalerem Zakonu Maltańskiego.
Był żonaty z Apolonią Hordyńską herbu Sas (zm. 1780, córka Stefana, podstarościego lwowskiego). Miał z nią dzieci: syna Jana Stefana (1772-1850, generał, powstaniec listopadowy, córki Felicjannę (ur. 1772) i Wiktorię (ur. 1774, zamężna z dalekim krewnym Ignacym Krukowieckim).
Zmarł w 1791 lub 3 grudnia 1792 we Lwowie.